# Mid-Atlantic Hockey League
Mid-Atlantic Hockey League, MAHL, var en professionell ishockeyliga på lägre nivå i Nordamerika.  De fem lagen första säsongen kom från nordöstra USA, med lag från Pennsylvania, New York och Ohio.Ligan spelade sin första säsong, 2007-2008, men säsongen avbröts redan i februari 2008. Meningen var att ligan skulle spela även en andra säsong, och utökades till sju lag, men efter att några lag hoppat över till en annan liga, beslöts i augusti 2008 att ligan skulle läggas ner.